# يوردان يوركوف
يوردان يوركوف (بالبلغارية: Йордан Юруков)‏ (2 أكتوبر 1983 برازلوغ في بلغاريا - ) هو لاعب كرة قدم بلغاري في مركز الوسط. شارك مع منتخب بلغاريا تحت 21 سنة لكرة القدم. أما مع النوادي، فقد لعب مع سسكا صوفيا وسلافيا صوفيا ونادي تشيرنو مور فارنا ونادي لوكوموتيف بلوفديف وFC Minyor Pernik ‏ وPFC Pirin Blagoevgrad ‏ وFC Pirin Razlog ‏.

## وصلات خارجية
- يوردان يوركوف على موقع الاتحاد الأوربي (الإنجليزية)
- يوردان يوركوف على موقع قاعدة بيانات كرة القدم.إي يو (الإنجليزية)
- يوردان يوركوف على موقع Soccerway.com (الإنجليزية)